# Modulator
Ein Modulator ist ein Gerät oder Bestandteil eines Gerätes, mit dem eine Modulation eines Signals bewirkt wird.
Folgende Kenngrößen eines Signals können moduliert werden:
- Modulation der Amplitude (siehe Amplitudenmodulation)
- Modulation der Frequenz (siehe Frequenzmodulation)
- Modulation der Phase (siehe Phasenmodulation)
- Modulation der Einschaltdauer (siehe Pulsdauermodulation)
- Modulation der Polarisation (siehe Polarisationsmodulation)

## Nachrichtentechnik
Modulatoren werden in der Nachrichtentechnik zur Übertragung von Information eingesetzt. Um Informationen vom Sender an den Empfänger übertragen zu können, muss die Trägerwelle (das hochfrequente Signal mit der Frequenz {\displaystyle f_{\text{t}}}) mit der Information (z. B. Sprache, Daten; dem niederfrequenten Modulationssignal mit der Frequenz {\displaystyle f_{\text{m}}}) moduliert werden (wobei {\displaystyle f_{\text{t}}\gg f_{\text{m}}}).
Je nach Modulationsart muss der Modulator die entsprechende Größe im Takt der Information ändern.
Ein Beispiel aus der Praxis:
Ein UKW-Rundfunksender (z. B. 100 MHz) erzeugt eine Trägerwelle mit der mittleren Frequenz von 100 MHz, ändert (moduliert) jedoch deren Frequenz im Takt des NF-Signales (Sprache, Musik). Das kann zum Beispiel mit einer Kapazitätsdiode im Schwingkreis des HF-Oszillators geschehen, auf die das NF-Signal gegeben wird. Diese ändert dadurch im Takt des NF-Signales ihre Kapazität und somit die Resonanzfrequenz des Schwingkreises.

## Optik/Lasertechnik
In der Optik bezeichnet Modulator ein optisches Bauteil, um Lichtwellen eine akustische, elektrische oder magnetische Charakteristik aufzuprägen. Das kann beispielsweise eine zeitliche Amplituden- oder Phasenverteilung sein.